# Ameinias
Ameinias de Eleia, foi um filósofo pitagórico grego do século V a.C., filho do Diocaites e professor de Parmênides.